# Operace Cottage (výsadek)
Operace COTTAGE byl krycí název pro paradesantní výsadek vyslaný během druhé světové války americkou zpravodajskou službou OSS (Office of Strategic Services, Úřad pro strategické služby) na území Protektorátu Čechy a Morava.

## Složení
Desant se skládal z voj. Vlastislava Žuka, který prodělal zpravodajský, sabotážní, topografický a radiotelegrafický výcvik u 2677. pluku OSS ve výcvikovém středisku v Bari v Itálii. Tam se dostal útěkem z pracovního nasazení. Parašutistický kurz absolvoval v britské parašutistické škole v Brindisi v Itálii.

## Úkol
Jeho úkol byl převážně zpravodajského rázu, měl podávat např. informace o leteckých či jiných závodech (např. AVIA, LETOV, JUNKERS, AERO, ČKD, PRAGA) a o pohybu vojsk, osobně provádět či organizovat průmyslovou špionáž se zaměřením na zjišťování technologie jaderného výzkumu a válečné výroby. Dále měl provádět defétistickou propagandu mezi Němci vylepováním nálepek a letáků s protiněmeckým obsahem na veřejných místech v Praze. Celý plán operace si v podstatě řídil sám Žuk.

## Nasazení, činnost
Původně měl být výsadek uskutečněn již během srpna 1944, ale kvůli povětrnostním podmínkám byl odložen. Nepodařily se ani další dva pokusy v říjnu či listopadu a 21. prosince 1944. Během posledního pokusu měl být Žuk vysazen na přijímací plochu skupiny CARBON, aby předal zbraně, munici a spojovací prostředky, které skupina nutně potřebovala. Stejným letadlem měli být v protektorátu vysazeni příslušníci operace PLATINUM-PEWTER. Pro špatnou viditelnost (mlha) se však letoun vrátil na letiště v Brindisi v Itálii. V souvislosti s tímto pokusem však vyšly najevo některé nesrovnalosti v britsko-americké spolupráci, jak o tom pplk. Karla Palečka (velitele Zvláštní skupiny D v Londýně) informoval kpt. Jaromír Nechanský, velitel skupiny Platinum-Pewter.
Nakonec Vlastislav Žuk úspěšně seskočil 19. února 1945 u Kučeře u Červené nad Vltavou (namísto plánované oblasti mezi Zálužany a Mirovicemi, což byla oblast, kterou dobře znal a sám si ji zvolil). Pilot se zmýlil v lokalitě a navíc ho vysadil na pravém břehu Vltavy místo levého, kde se nacházely jeho záchytné body.
Žuk nebyl vybaven falešnou identitou, jak bylo obvyklé, měl dokumenty na své skutečné jméno.  Pracovní knížku měl upravenou o záznam, že byl propuštěn z Todtovy organizace (přes kterou se dostal do Itálie), měl lékařské vysvědčení o pracovní neschopnosti a disponoval potvrzením o absolvování výcviku v hasičské a protiletecké službě, což mu mělo umožnit volný pohyb v noci. Operační materiál byl ale velmi nadstandardní, a to jak do množství, tak kvality. Od OSS obdržel například 15 tisíc říšských marek, 400 US dolarů v bankovkách a 15 zlatých dolarových mincí, balík propagačního materiáu v podobě protinacistických nálepek a letáků. Byl vybaven radiostanicí s telegrafním klíčem, krystaly, anténou, transformátorem, náhradní sadou lamp, nářadím pro případnou opravu a ručním generátorem. Dostal také 17 pistolí a revolverů, munici, podpažní pouzdra, dýky, nože, dále pak přípravky na padělání razítek, paklíče k otevírání zámků, dva fotoaparáty apod. 
Při dopadu se nárazem na zmrzlou půdu zranil (kolena, šlachy na chodidlech). I přesto se mu podařilo ukrýt operační materiál. V Květově kontaktoval noční hlídku CPO (civilní protiletecká obrana), ohřál se a dostal občerstvení a poté se vydal do Korce. Ukrýval se na chatě továrníka Kadlece (s jehož synem se přátelil a místo tak znal) a na kamarádem zakoupenou jízdenku se dostal vlakem do Prahy. Zde se zpočátku marně pokoušel získat pomoc na záchytných adresách, buď byl odmítnut nebo adresáty nezastihl. Úkryt nakonec nalezl u své známé Věnceslavy Růžičkové (zřejmě tajné a neopětované lásky) v Karlíně. Ta mu obětavě pomáhala a doprovázela ho vlakem několikrát týdně do Červené nad Vltavou a Zálužan, kde s pomocí Evžena Biskupa (další kontaktní osoba, kamarád z mládí) postupně přepravili vysílačku a zbraně. V záležitosti poškozené vysílačky se obrátil na Václava Smrže, dřívějšího známého z Proseka, který mu pomohl obstarat vysílací lampy přes svého kolegu Hanzlíka. Bohužel se mu ani tak vysílačku nepodařilo zprovoznit, objevila se další závada, přestřižené dva kabelové spoje (což po válce Žuk spojoval s britskou sabotáží této americké operace). Mezitím ale propuklo v Praze květnové povstání a další pokus o opravu vysílačky se již neuskutečnil.

## Po válce
Ve dnech Pražského povstání se Žuk účastnil bojů proti Němcům, bojoval u Rozhlasu, na Pražačce a v Libni.

## Výsledek
Vzhledem k vážnému poškození vysílačky a zranění nemohl Žuk splnit svůj úkol. Radiové spojení se navázat nepodařilo, a nemohl tak případně získané informace o válečné výrobě předat. Jeho spolupracovníci (přátelé) projevili velkou statečnost a obětavost. Přes všechny nesnáze se aktivně zapojil do bojů proti nacistům a válku se mu podařilo přežít. Žuk zemřel v roce 1994 v USA. Pohřben je na Olšanských hřbitovech v Praze.
V závěrečných dnech války měli být podle některých pramenů vysazeni v rámci programu OSS další parašutisté. O jejich osudech je ale jen velmi málo informací.

## Galerie

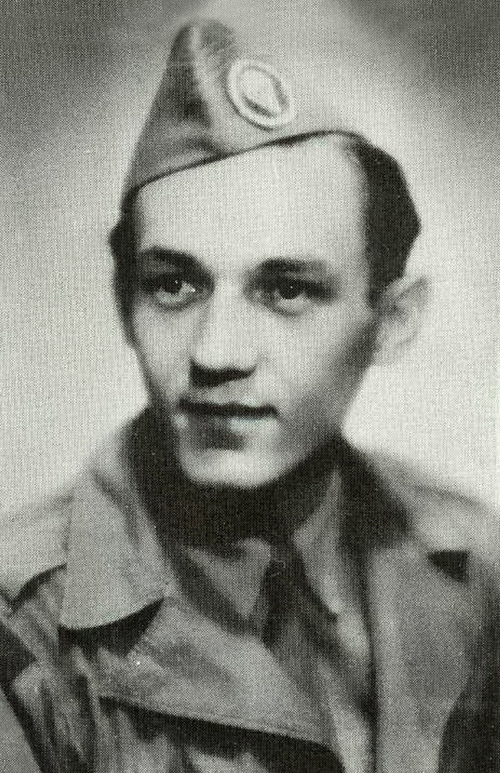
Vlastislav Žuk, jediný člen výsadku Cottage